# Eduard von Below
Eduard von Below (Klein Bünzow, 29 dicembre 1856 – Eutin, 13 gennaio 1942) è stato un generale di fanteria tedesco che combatté durante la prima guerra mondiale.

## Biografia

### Infanzia e vita privata
Eduard proveniva dall'antica famiglia nobile von Below. Era figlio di Eduard Friedrich Wilhelm von Below (1815-1894) e della moglie Marie Anna Friederike, nata von Quistorp (1824-1886).
L'11 marzo 1887 a Scharstorf vicino a Rostock, Below sposò la contessa Luise Friederike Agnes von Rantzau (Kiel, 14 agosto 1865 - Eutin, 15 febbraio 1947). Dal matrimonio nacquero:
- Eduard Karl Robert (Rostock, 25 dicembre 1887 - Eutin, 24 dicembre 1972);
- Karl Georg Ulrich Paul (Carlshof vicino a Wismar, 27 giugno 1891 - Berna, 4 ottobre 1973).

### Carriera militare
Von Below iniziò a prestare servizio militare il 10 settembre 1873, dopo aver completato gli studi alla scuola per cadetti, e fu nominato sottotenente nel 90º reggimento di fanteria del Meclemburgo Kaiser Wilhelm a Rostock. Dal 1879 prestò servizio come aiutante di battaglione e dal 1880 fino al luglio 1883, fu distaccato per un ulteriore addestramento presso l'Accademia di Guerra Prussiana (Preußische Kriegsakademie).
Dall'aprile 1887 al gennaio 1889, fu aiutante del comando distrettuale di Rostock. Ritornò quindi al suo reggimento regolare e fu promosso contemporaneamente capitano e comandante di compagnia. Il 18 ottobre 1895 von Below fu nominato aiutante degli ufficiali della 2ª divisione. Pur rimanendo in questa posizione, il 12 settembre 1896 fu promosso maggiore e formalmente trasferito al 45º reggimento di fanteria. Dal 15 giugno 1898 al 1 maggio 1903 von Below fu comandante del 1º battaglione del 2º reggimento granatieri Re Federico Guglielmo IV.
Fu promosso tenente colonnello il 18 aprile 1903, per poi essere trasferito nel personale del Reggimento Fucilieri. Il 27 gennaio 1906 gli fu affidato l'incarico di guidare il 96º reggimento di fanteria della Turingia a Gera e fu infine promosso colonnello il 10 aprile 1906. Nel 1910 von Below divenne comandante della 17ª brigata di Fanteria, di stanza a Głogów. Dal 1º ottobre 1912 fu comandante della 9ª divisione.
Comandò questa divisione, la 9ª, come parte della più grande 5ª armata, durante le fasi iniziali della prima guerra mondiale. Dal 13 maggio 1915 al 1º febbraio 1917 fu contemporaneamente incaricato di guidare il V Corpo prima di esserne nominato comandante ufficiale. Negli ultimi giorni della guerra von Below comandava il distaccamento C dell'esercito. Successivamente condusse le sue truppe a casa, presentò le dimissioni e fu messo a disposizione a partire dal 19 dicembre 1918.

## Onorificenze
- Croce d'Onore Reussiana